# 以爱之名 (马丁·盖瑞斯和碧碧·雷克萨歌曲)
〈以爱之名〉（英語："In the Name of Love"）是荷兰唱片骑师兼制作人马丁·盖瑞斯和美国歌手碧碧·雷克萨演唱的歌曲，由盖瑞斯，马特·拉德，史蒂夫·詹姆斯和西蒙·赛斯作词作曲。在2016年超世代音乐节上进行首演后，〈以爱之名〉在iTunes和流媒体服务上发布。2016年11月11日盖瑞斯发行了混音迷你专辑，专辑中包含DallasK，The Him和Snavs三首混音版。

## 创作背景
〈以爱之名〉为未来贝斯风格，以及“通过钢琴、贝斯以及吉他的组合演奏来提供打击旋律”。
盖瑞斯和雷克萨最初使用了FaceTime录制歌曲，因为他们不在录音室，后来两个人共同完成录制。
在2016年3月举行的超世代音乐节上，盖瑞斯在表演时首次播放了此歌曲。2016年7月24日，他通过社交媒体和2016年明日世界电子音乐节的 采访宣布了这首歌将发行。在接受采访时，他说到“专辑已经完成”，这首歌将作为即将发布专辑中的第一首单曲。这是自他与索尼音乐娱乐签约以来发行的第一首曲目，后者也将发行该歌曲。
当被问到为什么选择碧碧·雷克萨作为搭档时，盖瑞斯谁：“首先，我喜欢听她的声音。我今年早些时候在洛杉矶碰到了她。她向我展示了一些歌曲，当第一首歌刚开口时我就爱上了她的声音，因为它是如此独特，如此不同。我和团队集思广益，然后碧碧反复尝试对歌曲进行加工和修饰，最终她做到了，然后我们最终提出了一个版本，也就是现在大家所听到的。”

## 评论
《公告牌》的凯特·贝因（Kat Bein）说这首歌展现了盖瑞斯艺术方面的成长，“（这首歌）与他以往的沉重鼓点相去甚远，是一次重大突破”，并将这首歌形容为“优美而清净的迷人小径。这是盖瑞斯在分享他轻柔的一面。”《Idolator》的雷切尔·索尼斯（Rachel Sonis）感觉这首歌听起来“就像我们一直在期待的夏日圣歌”。

## 音乐视频
官方音乐视频于2016年8月9日在Apple Music发布，于2016年8月23日在YouTube上发布，导演为埃米尔·纳瓦（Emil Nava）。视频开始时，雷克萨身着红色连衣裙站在大厦外游泳池旁的跳板上，在盖瑞斯走到离她仅几英尺远的跳板时，周围被烟雾、暴风云和爆炸的水汽所包围，他抱着雷克萨一起沉入水底。截至2020年3月，该视频的观看次数超过5.28亿。

## 曲目列表
| 数字音乐下载 | 数字音乐下载        | 数字音乐下载 |
| 曲序         | 曲目                | 时长         |
| ------------ | ------------------- | ------------ |
| 1.           | In the Name of Love | 3:18         |

| 数字音乐下载 – 混音版 | 数字音乐下载 – 混音版                | 数字音乐下载 – 混音版 |
| 曲序                  | 曲目                                 | 时长                  |
| --------------------- | ------------------------------------ | --------------------- |
| 1.                    | In the Name of Love（DallasK Remix） | 3:20                  |
| 2.                    | In the Name of Love（The Him Remix） | 3:29                  |
| 3.                    | In the Name of Love（Snavs Remix）   | 3:00                  |
| 总时长：              | 总时长：                             | 9:49                  |

## 榜单
| 榜单（2016年-2017年）                        | 最高排名 |
| -------------------------------------------- | -------- |
| 阿根廷（拉美監控）                           | 13       |
| 澳大利亚（澳大利亚唱片业协会單曲榜）         | 8        |
| 奥地利（Ö3四十强单曲榜）                     | 9        |
| 比利时佛兰德（Ultratop五十强单曲榜）         | 13       |
| 比利时瓦隆（Ultratop五十强单曲榜）           | 15       |
| 加拿大（Canadian Hot 100）                   | 19       |
| 捷克（電台百強單曲榜）                       | 9        |
| 捷克（百強數位單曲榜）                       | 6        |
| 丹麥（Hitlisten单曲榜）                      | 8        |
| 多米尼加（拉美監控）                         | 14       |
| 芬兰（芬蘭官方單曲榜）                       | 9        |
| 法国（法國唱片出版業公會單曲榜）             | 26       |
| 德國（德國官方單曲榜）                       | 14       |
| 德國（德國官方舞曲榜）                       | 4        |
| 匈牙利（四十强电台榜）                       | 24       |
| 匈牙利（四十強單曲榜）                       | 11       |
| 愛爾蘭（愛爾蘭唱片音樂協會单曲榜）           | 7        |
| 意大利（意大利音乐产业联盟单曲榜）           | 10       |
| 拉脱维亚（Latvijas Top 40）                  | 10       |
| 黎巴嫩（黎巴嫩官方二十强榜）                 | 13       |
| 荷兰（荷蘭四十強單曲榜）                     | 3        |
| 荷兰（百强单曲榜）                           | 4        |
| 荷兰（Dutch Dance Top 30）                   | 3        |
| 墨西哥（《公告牌》英格尔斯电台榜）           | 1        |
| 新西兰（新西兰唱片音乐协会单曲榜）           | 8        |
| 挪威（世道單曲榜）                           | 5        |
| 波蘭（波蘭百大電台榜）                       | 65       |
| 葡萄牙（葡萄牙唱片業協會单曲榜）             | 7        |
| 蘇格蘭（官方榜单公司單曲榜）                 | 11       |
| 斯洛伐克（電台百強單曲榜）                   | 52       |
| 斯洛伐克（百強數位單曲榜）                   | 6        |
| 斯洛文尼亚（SloTop50）                       | 34       |
| 西班牙（西班牙音樂製作協會）                 | 14       |
| 瑞典（瑞典最熱榜）                           | 9        |
| 瑞士（瑞士热门音乐榜）                       | 10       |
| 英國（官方榜单公司單曲榜）                   | 9        |
| 英國（官方榜单公司舞曲榜）                   | 5        |
| 美国（《告示牌》百大單曲榜）                 | 24       |
| 美國（《告示牌》Adult Pop Airplay）          | 37       |
| 美國（《告示牌》Dance Club Songs）           | 1        |
| 美國（《告示牌》Hot Dance/Electronic Songs） | 3        |
| 美國（《告示牌》Pop Airplay）                | 16       |
| 美國（《告示牌》Rhythmic Songs）             | 30       |

| 榜单（2016年）                       | 排名 |
| ------------------------------------ | ---- |
| 阿根廷（拉美監控）                   | 93   |
| 澳大利亚（澳大利亚唱片业协会单曲榜） | 65   |
| 奥地利（Ö3四十强单曲榜）             | 47   |
| 比利时佛兰德（Ultratop五十强单曲榜） | 58   |
| 比利时瓦隆（Ultratop五十强单曲榜）   | 77   |
| 加拿大（加拿大百强单曲榜）           | 81   |
| 丹麦（Tracklisten）                  | 68   |
| 德国（德国官方榜单）                 | 60   |
| 意大利（意大利音乐产业联盟）         | 55   |
| 荷兰（荷兰四十强单曲榜）             | 17   |
| 荷兰（百强单曲榜）                   | 28   |
| 瑞典（瑞典最热榜）                   | 68   |
| 瑞士（瑞士热门音乐榜）               | 69   |
| 英国（官方榜单公司单曲榜）           | 60   |
| 美国（《告示牌》舞曲/电音歌曲榜）    | 15   |
| 榜单（2017年）                       | 排名 |
| 阿根廷（拉美監控）                   | 82   |
| 匈牙利（四十强流媒体榜）             | 85   |
| 意大利（意大利音乐产业联盟）         | 99   |
| 美国（《告示牌》舞曲/电音歌曲榜）    | 15   |

## 认证
| 地區                                                       | 认证    | 认证单位/销量 |
| ---------------------------------------------------------- | ------- | ------------- |
| 澳大利亚（澳大利亚唱片业协会）                             | 2× 白金 | 140,000‡      |
| 奥地利（國際唱片業協會奧地利分會）                         | 金      | 15,000‡       |
| 比利时（比利時唱片音樂協會）                               | 白金    | 30,000‡       |
| 加拿大（加拿大音乐协会）                                   | 3× 白金 | 240,000‡      |
| 丹麦（國際唱片業協會丹麥分會）                             | 金      | 45,000‡       |
| 法国（法國唱片出版業公會）                                 | 钻石    | 233,333‡      |
| 德国（聯邦音樂產業協會）                                   | 白金    | 400,000‡      |
| 意大利（意大利音乐产业联盟）                               | 4× 白金 | 200,000‡      |
| 墨西哥（墨西哥音像製品協會）                               | 4×      | 240,000*      |
| 新西兰（新西兰唱片音乐协会）                               | 白金    | 30,000‡       |
| 波兰（波蘭音像製造商協會）                                 | 4× 白金 | 80,000‡       |
| 西班牙（西班牙音樂製作協會）                               | 2× 白金 | 80,000‡       |
| 瑞典（瑞典唱片業協會）                                     | 4× 白金 | 160,000‡      |
| 英国（英国唱片业协会）                                     | 白金    | 600,000‡      |
| 美国（美國唱片業協會）                                     | 3× 白金 | 3,000,000‡    |
| *僅含認證的實際銷量 ^僅含認證的出貨量 ‡僅含認證的+實際銷量 |         |               |